# マドリード・バラハス空港地上衝突事故
マドリード・バラハス空港衝突事故（マドリード・バラハスくうこうしょうとつじこ、英: Madrid runway disaster）とは、1983年12月7日（現地時間、CET）にスペインのマドリードのバラハス国際空港の滑走路上でイベリア航空350便とアビアコ航空134便が衝突した航空事故である。
なお、約2週間前にもマドリードで航空事故（アビアンカ航空011便墜落事故）が発生している。

## 事故概要
1983年12月7日、濃霧の中でイベリア航空350便（ボーイング727、機体記号:EC-CFJ、バラハス空港発フィウミチーノ空港（ローマ）行き）はバラハス空港の滑走路01からの離陸許可を得た 。その頃アビアコ航空134便（DC-9、機体記号:EC-CGS、バラハス空港発サンタンデール空港行き）は離陸に向けて滑走路01へタキシング中だった。134便のクルーは霧の中で誤った場所で方向転換し、350便が離陸滑走中の滑走路に誤進入した。350便は134便を発見し、衝突を回避しようと機首上げをして離陸しようとした。しかしV2（安全離陸速度）に達しておらず、350便の胴体後部が134便に激突し、双方の機体は破壊され火災が発生した。134便に搭乗していた42人全員と、350便に搭乗していた93人のうち51人（乗客50人、クルー1人）が死亡した。350便の死者のうち34人は日本人観光客だった。また350便の死者の中には南アフリカ人ピアニストのMarc Raubenheimerがおり、134便の死者の中には有名なメキシコ人女優のFanny Canoがいた。

## 事故原因
事故調査により事故原因は、空港が視界不良であったこと、および134便の滑走路への誤進入をまねいた不十分な標識とマーキングであると判明した。

## 類似事故
- リナーテ空港事故 - イタリアのリナーテ空港の滑走路上で航空機同士が衝突し118人が死亡した航空事故。
- デトロイト空港衝突事故 - アメリカのデトロイト・メトロポリタン国際空港でボーイング727とDC-9が滑走路上で衝突した航空事故。
- テネリフェ空港ジャンボ機衝突事故 - スペインのテネリフェ空港の滑走路上で霧の中ボーイング747同士が衝突し、世界最悪の死者を出した航空事故。